# Aphytis mazalae
Aphytis mazalae är en stekelart som beskrevs av Debach och Rosen 1976. Aphytis mazalae ingår i släktet Aphytis och familjen växtlussteklar.
Artens utbredningsområde är:
- Pakistan.
- Taiwan.

Inga underarter finns listade i Catalogue of Life.